# Friedrich von Berchtold
Friedrich von Berchtold (Stráž nad Nežárkou, 25 ottobre 1781 – Buchlovice, 3 aprile 1876) è stato un botanico ceco.

## Biografia
Nacque a Stráž nad Nežárkou nell'impero austriaco.
Dopo essersi laureato in medicina nel 1804 si dedicò inizialmente alla professione medica, dedicando però molto del suo tempo alla botanica e alla storia naturale. Infine abbandonò del tutto la normale professione medica e compì numero viaggi di ricerca per tutta l'Europa, il Medio Oriente e il Brasile. Fu autore di diverse pubblicazioni scientifiche con i fratelli Karel Bořivoj Presl e Jan Svatopluk Presl, entrambi botanici e di un'opera in sei volumi sulla flora della Boemia.
Un accanito sostenitore della rinascita nazionale ceca e collaborò all'installazione del Museo nazionale di Praga. Morì nel 1876 a Buchlau (ora Buchlovice), nei pressi di Moravia, ora nella Repubblica Ceca.
Il genere Chaetium è chiamato anche Berchtoldia in suo onore.

## Opere
- O Prirozenosti Rostlin in collaborazione con Jan Svatopluk Presl (1820)
- O Prirozenosti Rostlin aneb Rostlinár in collaborazione con Jan Svatopluk Presl (1823–1835).
- Oekonomisch-technische Flora Bohmens in collaborazione con Wenzel Benno Seidl, Philipp Maximilian Opiz, Franz Xaver Fieber e Johannes Pfund (1836–1843).